# Black Cherry (álbum de Goldfrapp)
Black Cherry es el segundo álbum del dúo británico de música electrónica Goldfrapp. Fue lanzado por Mute Records el 28 de abril de 2003. La mayoría de la crítica elogió su mezcla de retro y electropop moderno, que fue una salida del estilo ambient de su álbum debut. Black Cherry y su segundo sencillo "Strict Machine" fueron top 20 en las listas de Reino Unido. Goldfrapp se ganó una nominación de "Best British Dance Act" en los "2004 BRIT Awards", pero perdieron con Basement Jaxx.
El álbum representa un cambio en el estilo musical de Goldfrapp, y destacó de un sonido glam rock y synth pop, inspirándose en la música disco del grupo Baccara, y el techno de Hakan Lidbo. En agosto de 2005, fue certificado como disco de platino en Reino Unido, y hasta ahora ha vendido casi 500.000 copias mundiales.

## Lista de canciones
1. "Crystalline Green" – 4:28
2. "Train" – 4:11
3. "Black Cherry" – 4:56
4. "Tiptoe" – 5:10
5. "Deep Honey" – 4:01
6. "Hairy Trees" – 4:37
7. "Twist" – 3:32
8. "Strict Machine" (Nick Batt, Goldfrapp, Gregory) – 3:51
9. "Forever" – 4:14
10. "Slippage" – 3:57

### Bonus tracks
1. "Big Black Cloud, Little White Lie" ("Tiptoe" revisited) – 3:07
2. "Train" (Village Hall mix) – 5:28
3. "Train" (Ewan Pearson 6/8 Vocal) – 7:34
4. "Train" (T. Raumschmiere RMX) – 5:52